# Béchir Manoubi
Béchir Manoubi (arabe : بشير منوبي), né en 1930 à Tunis et décédé le 24 novembre 2005 dans la même ville, est un reporter-photographe sportif tunisien.

## Biographie
Ancien boxeur en catégorie super-léger en 1958, il se reconvertit dans la photographie et suit, dès 1960, tous les plus grands évènements sportifs à travers la planète, dont dix Jeux olympiques d'été, dix Jeux méditerranéens, neuf coupes du monde de football et huit coupe d'Afrique des nations.
Il est facilement reconnaissable grâce à sa tenue aux couleurs du drapeau de la Tunisie et surtout à son sombrero rapporté du Mexique. Le tout est couvert des différents badges, pin's et accréditations des événements sportifs qu'il a couvert. De toutes les compétitions qu'il a couvertes, il lui est refusé le droit de porter sa tenue à une seule occasion : la coupe du monde de football 1998 en France. Les organisateurs invoquent alors des raisons de sécurité[réf. nécessaire].
Manoubi est hospitalisé en juillet 2005 et opéré d'une tumeur à l'estomac en octobre. Il meurt à son domicile le 24 novembre, à l'âge de 75 ans, et se voit inhumé le lendemain. L'agence de presse Tunis Afrique Presse rendit hommage à un « pionnier et figure marquante du reportage sportif en Tunisie et à l'étranger ». Selon son fils Hosni, ses archives comptent quelque deux millions de clichés.